# Ford Fiesta ’76
Der Ford Fiesta ’76 wurde ab Mai 1976 gebaut und ist die erste Baureihe des bis Juli 2023 produzierten Kleinwagens Ford Fiesta. Das Fahrzeug war eine Neuentwicklung und der erste kompakte Kleinwagen von Ford. Nach dem Taunus 12M und dem in Europa nicht angebotenen Ford Corcel war der Fiesta der dritte Ford mit Frontantrieb.

## Modellgeschichte
Da die Verantwortlichen bei Ford Ende der 1960er-Jahre eine Lücke in der bestehenden Modellpalette sahen, begannen sie mit der Entwicklung eines modernen Kleinwagens unter dem Projektnamen Bobcat. Aussagen über die in die Entwicklung investierte Summe bewegen sich zwischen 112 Millionen und zwei Milliarden DM. Nach heutiger Kaufkraft und inflationsbereinigt entspricht dies etwa 172 Millionen bis 3 Milliarden Euro. Es sei die größte Investition gewesen, die Ford bis dahin jemals für ein Fahrzeugmodell aufgebracht habe.
Zur Produktion des Kleinwagens begann Ford 1974 in Almussafes in der Provinz Valencia mit dem Bau einer neuen Produktionsstätte auf rund 2,7 Millionen Quadratmetern, wo ab Mai 1976 die Produktion des neuen Ford Fiesta aufgenommen wurde. Bereits 1975 wählte Henry Ford II persönlich den Namen Fiesta wegen der Alliteration mit dem Firmennamen Ford und der neuen Verbindung zu Spanien.
Fast alle Konkurrenten außer Opel hatten im Segment des Fiesta schon ein Modell im Angebot: der VW-Konzern den Audi 50 und den fast baugleichen VW Polo I, Fiat den 127, Renault den Renault 5 und PSA den Peugeot 104, hinzu kamen unter anderem japanische Modelle wie der Datsun Cherry. Opel baute zu dieser Zeit kein so kleines Fahrzeug. Das kleinste Modell war die vom Opel Kadett C (1973–1979) abgeleitete Schräghecklimousine Kadett City, denn der Opel Corsa kam erst Ende 1982 auf den Markt. Die erste Ölkrise (1973/74) hatte zu deutlich gestiegenen Kraftstoffpreisen geführt; die Nachfrage nach Kleinwagen war in den 1970er Jahren hoch.
Der Fiesta wurde ab dem 11. Mai 1976 als fünfsitzige Limousine mit drei Türen und Schrägheck oder als Kleinlieferwagen gebaut. Die verschiedenen Varianten waren mit 1,0-, 1,1-, 1,3- und 1,6-Liter-Ottomotoren und Vierganggetriebe erhältlich. Die angetriebenen Vorderräder des Fiesta waren einzeln an MacPherson-Federbeinen und Querlenkern aufgehängt, die starre Hinterachse führten zwei Längslenker, ein Panhardstab und die Stoßdämpfer, die das Bremsreaktionsmoment aufnahmen. Als Vorläufer des späteren XR2 mit 1,6 Litern und 62 kW, gilt der Fiesta Super S mit wahlweise 1,1- oder 1,3-Liter-Motor. Er nahm auch das Design der Seitenstreifen vorweg (Baujahre 1980 bis 1981). Aus der Motorsportabteilung gab es überdies noch im gleichen Zeitraum den Fiesta X mit 1,1-Liter-Motor und 51,5 kW, die Basis war der Fiesta Ghia. Der Fiesta X hatte die spätere Karosseriezeichnung des XR2, nur ohne Seitendekor.
Der Fiesta war auch als Kleinlieferwagen erhältlich. Der Zweisitzer war ohne Rücksitzbank ausgeführt, hatte eine ebene Ladefläche mit 1,12 m² Grundfläche und eine maximale Zuladung von 310 kg. Anstatt der hinteren Seitenscheiben hatte der Fiesta Bleche, die in vielen Ländern Voraussetzung für die unter anderem steuerlich günstige LKW-Zulassung waren. Eine Abtrennung des Laderaums zu den Insassen mit einem Gitter oder einem Netz fehlte.
Von 1977 bis 1980 wurde der Fiesta ’76 auch auf dem US-amerikanischen Markt angeboten. Die US-Version, die in Köln gebaut wurde, unterschied sich durch Energie absorbierende Stoßfänger, seitliche Begrenzungsleuchten, runde Scheinwerfer und eine in Europa nicht erhältliche optionale Klimaanlage. Alle US-Modelle hatten den stärkeren 1,6-Liter-Kentmotor (ausgestattet mit einem Katalysator und Sekundärluftpumpe für niedrigere Emissionen). Auf dem US-Markt ersetzte der Ford Escort im Jahr 1981 den Fiesta.

### Modellpflege
Im August 1981 wurde eine Modellpflege vorgenommen, bei der zahlreiche technische Details geändert wurden. Äußerliches Unterscheidungsmerkmal waren die neuen, größeren Stoßfänger mit Kunststoffecken. Das Modell wurde zum Teil auch als Fiesta ’82 bezeichnet.

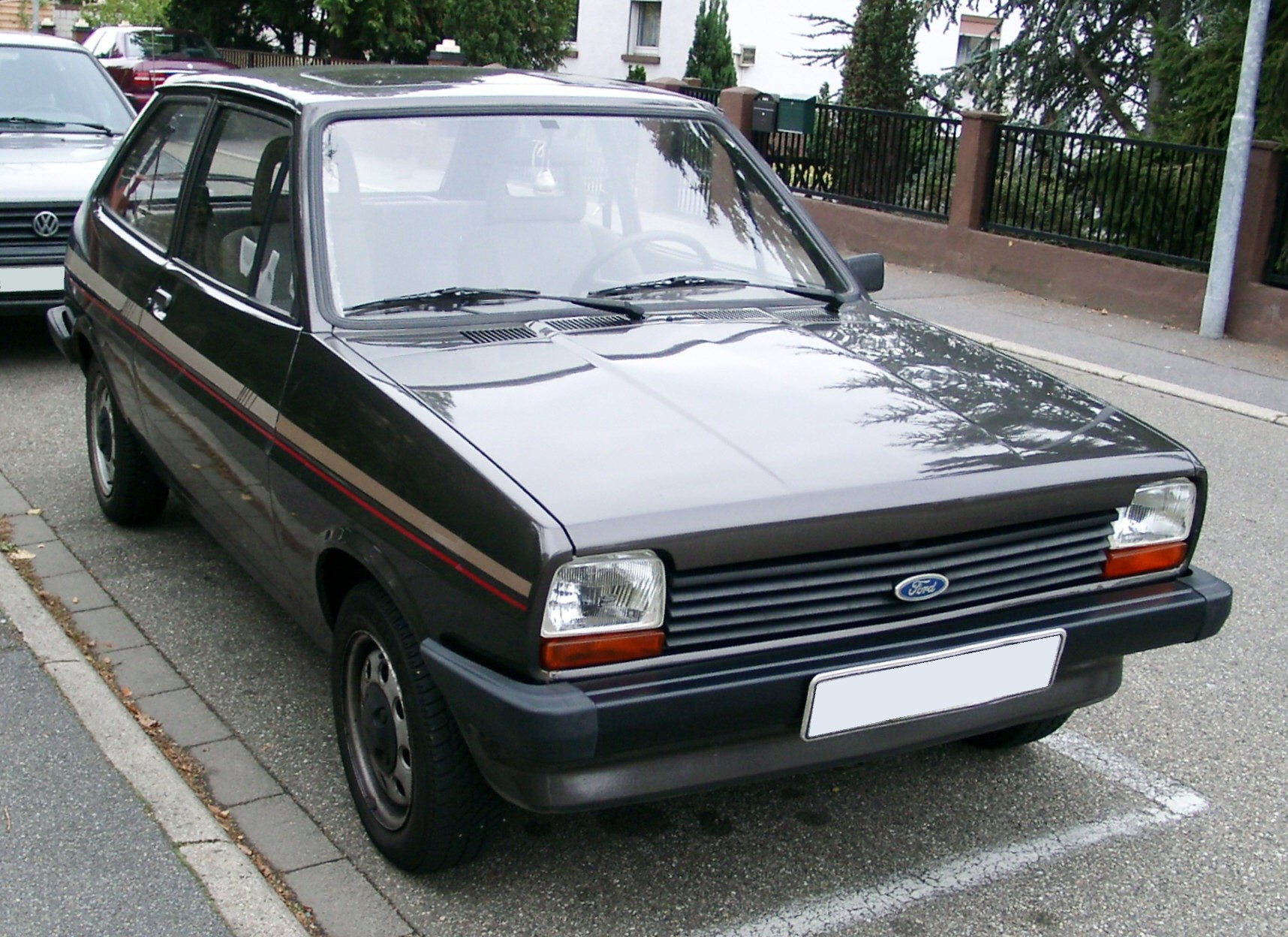
Ford Fiesta (1981–1983)
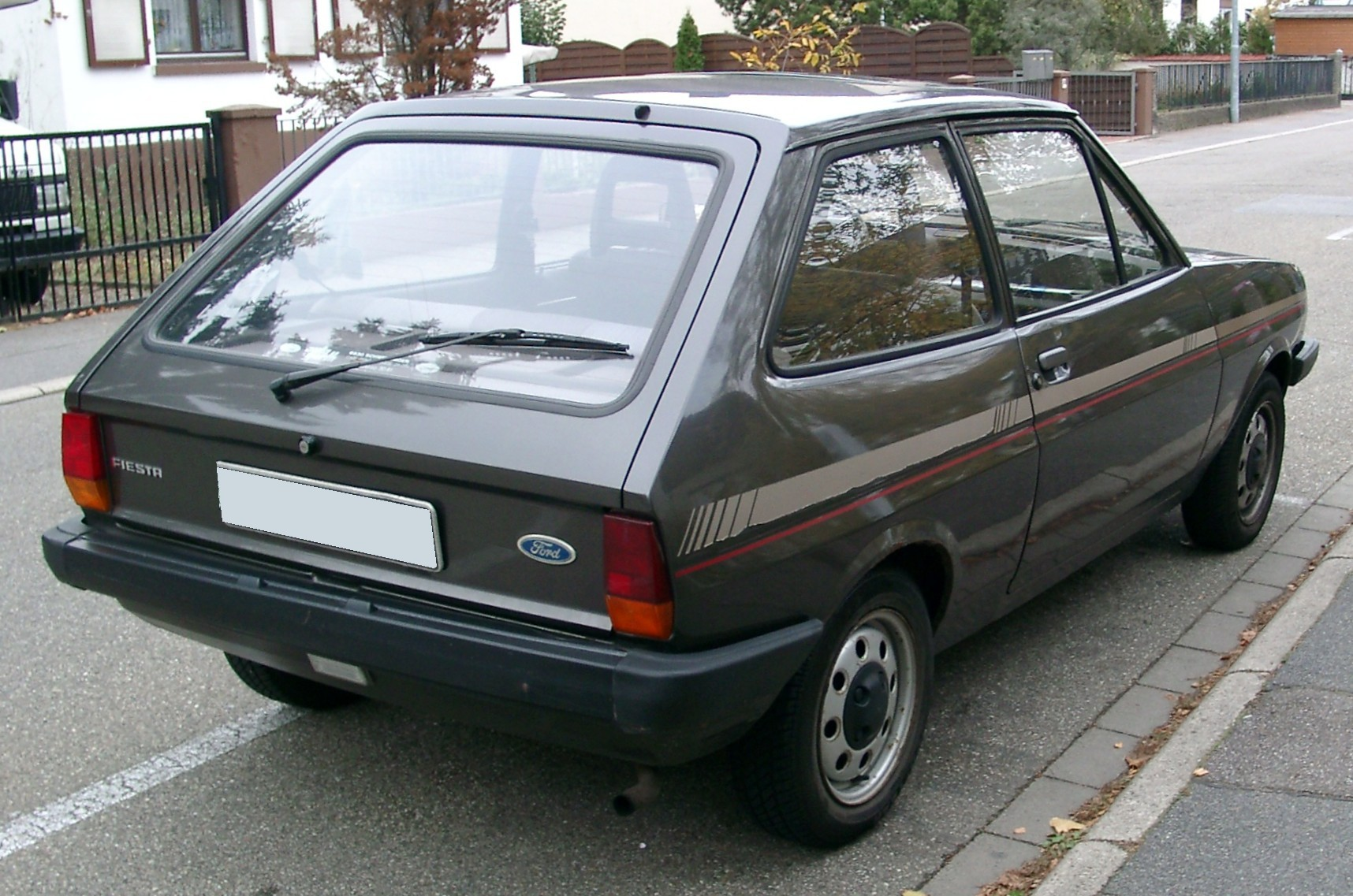
Heckansicht
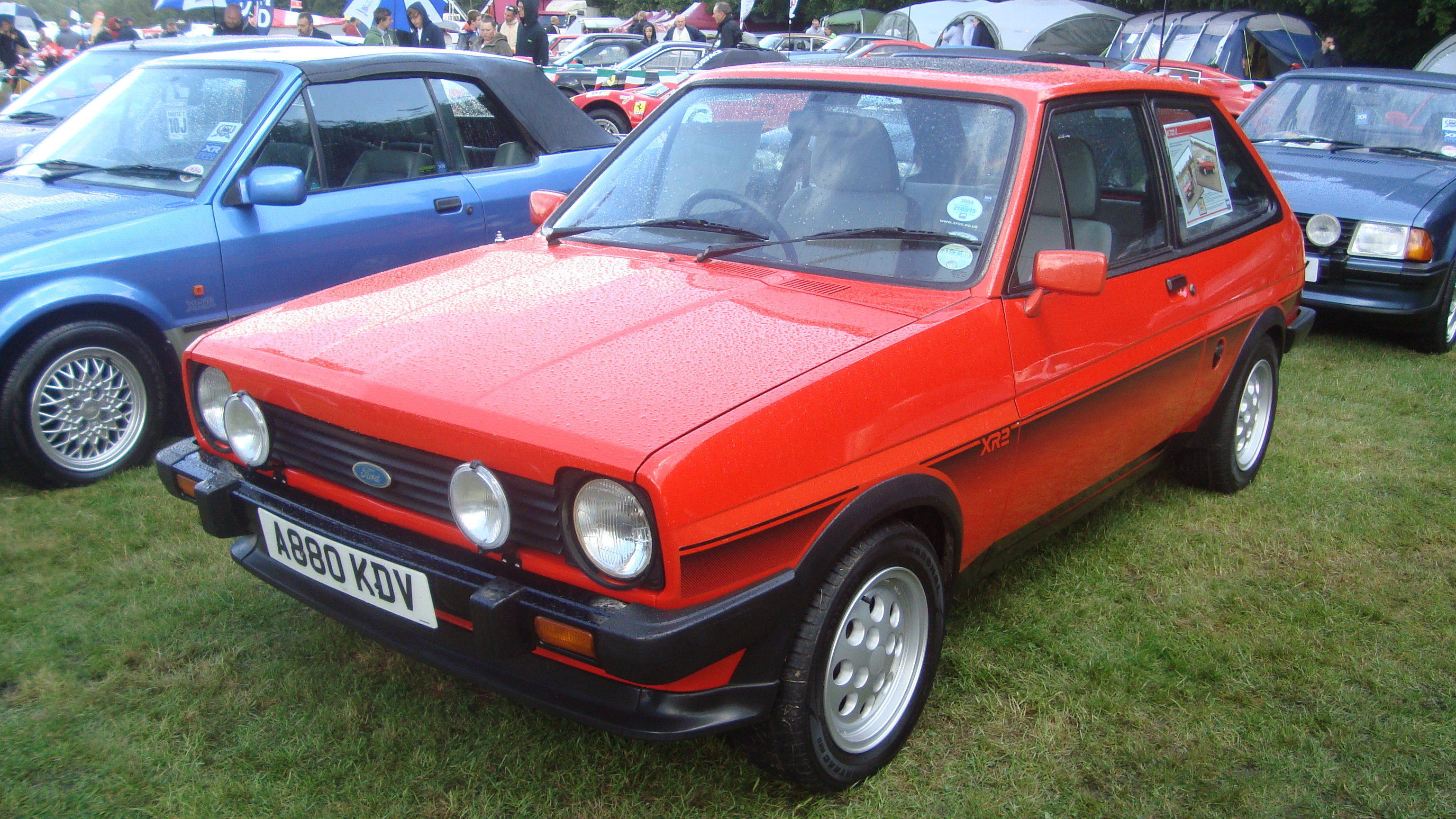
Ford Fiesta XR2

### Ausstattungslinien
- Grundmodell
- Fiesta L
- Fiesta GL
- Fiesta Ghia
- Fiesta S
- Fiesta XR2

### Sondermodelle
- Fiesta 1100X
- Fiesta Avus
- Fiesta Bravo
- Fiesta Festival I & II

### Außenfarben
Uni-Lacktöne:
| Diamant-Weiß        | Schwarz 1982–1983   | Riviera-Blau 1976–1978 | Nordic-Blau 1978–1981   | Baltik-Blau 1982       | Mittel-Blau 1983        | Mitternachts-Blau 1976–1981 |
| Hell-Grau 1983      | Eis-Grau 1982–1983  | Tauben-Grau 1979–1981  | Hell-Grau/Grün 1983     | Calypso-Grün 1976–1978 | Java-Grün 1978–1979     | Pinien-Grün 1982–1983       |
| Jasmin-Gelb 1982    | Prärie-Gelb 1979–81 | Sonnen-Rot 1979–1983   | Venezia-Rot 1976–1979   | Kardinal-Rot 1982–1983 | Sienna-Braun 1982       | Terracotta-Braun 1978–1981  |
| Rio-Braun 1982–1983 | Dunkel-Braun 1983   | Sierra-Beige 1976–1978 | Cordoba-Beige 1978–1979 | Sand-Beige 1982–1983   | Toscana-Beige 1976–1978 |                             |

Signalfarben:
| Signal-Gelb 1976–1979 | Signal-Orange 1976–1978 | Signal-Rot 1978–1979 |

Intensiv-Metallic-Farben:
| Strato-Silber            | Graphit-Grau 1981–1982 | Inka-Gold 1976–1978   | Solar-Gold 1979–1981 | Champagner-Gold 1981–1983 | Antik-Bronze 1979–1981 | Jupiter-Rot 1976–1978 | Imperial-Rot 1981–1983 |
| Gletscher-Blau 1981–1982 | Arctic-Blau 1979–1981  | Cosmos-Blau 1976–1979 | See-Blau 1981–1983   | Kristall-Grün 1979–1982   | Nova-Grün 1979–1981    | Tannen-Grün 1979–1981 | Jade-Grün 1981–1982    |

## Technik

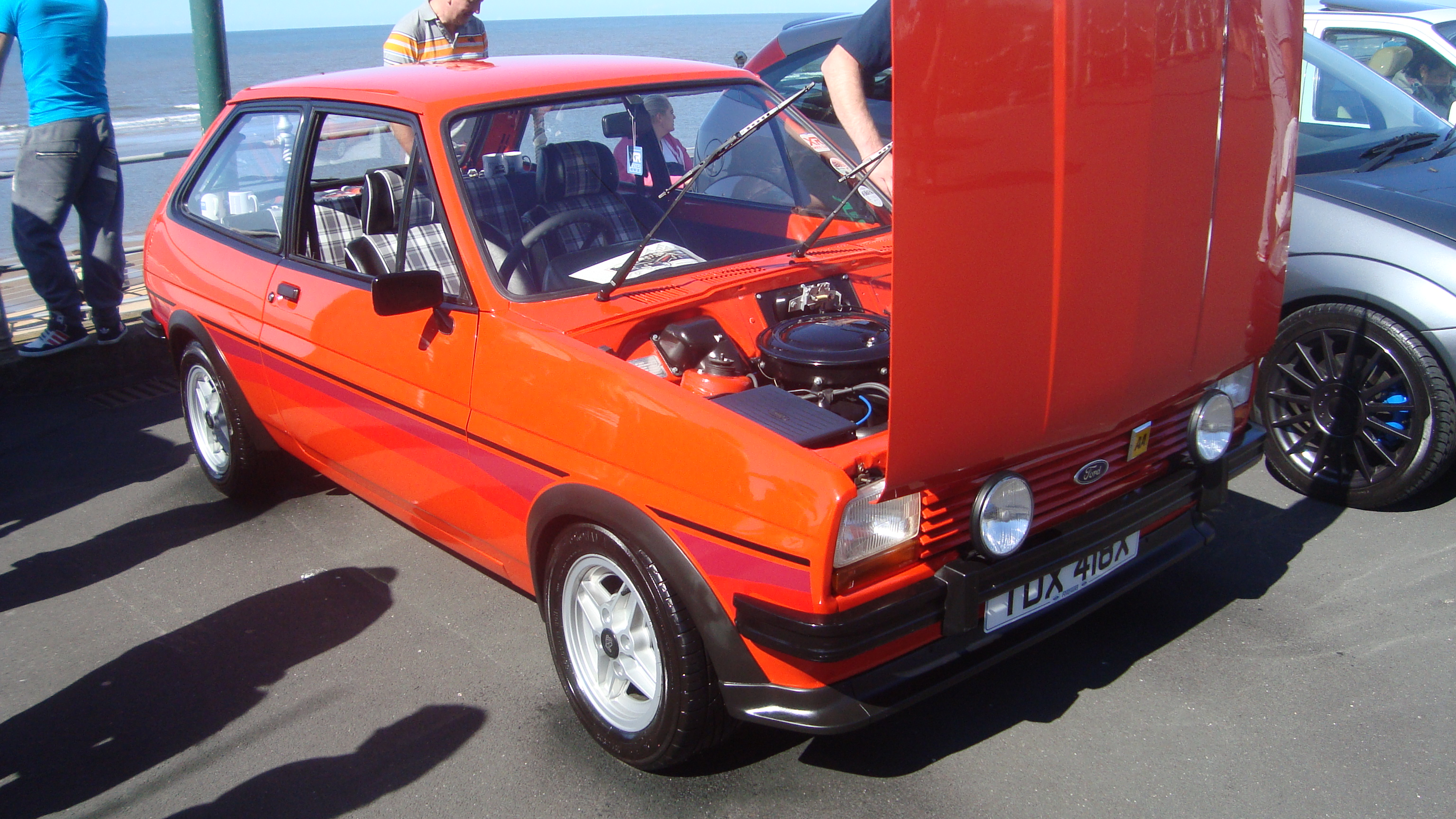
Nach vorne öffnende Motorhaube bei einem Fiesta 1,3 Supersport

### Karosserie
Die erste Baureihe des Ford Fiesta war fünfsitzig als dreitürige Schräghecklimousine und als zweisitziger Kleinlieferwagen ohne hintere Seitenfenster lieferbar. Die selbsttragende Karosserie besteht aus Stahlblech. Ihre Form wurde von Tom Tjaarda gestaltet. Bei den ersten beiden Baureihen des Fiesta öffnet sich die Motorhauben nach vorne. Diese Lösung wurde in erster Linie verwendet, um am Windlauf (vor der Windschutzscheibe) den Platz für die Scharniere einzusparen. Im Gegensatz zur dritten Baureihe hat der Fiesta ’76 keinen zusätzlichen Seitenaufprallschutz. Ein PVC-Unterbodenschutz in den Radhäusern, Hohlraumschutz in den Türen und Seitenschwellern, Steinschlagschutz außen am Frontblech, an den Seitenschwellern, den Radlaufkanten und im unteren Bereich der Türen sowie Wachs am kompletten Bodenblech verzögern das Rosten der Karosserie.

### Fahrwerk

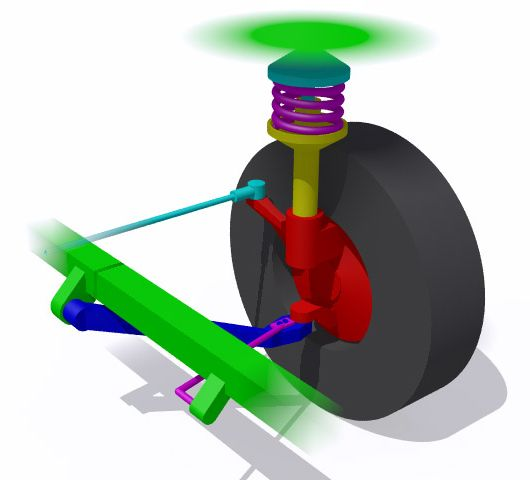
MacPherson-Federbein wie es im Fiesta verwendet wird

An der Vorderachse sind zweiteilige Querlenker mit Zugstreben und MacPherson-Federbeinen eingebaut. Die Zahnstangenlenkung ist mit einer Sicherheitslenksäule kombiniert, eine Servounterstützung war jedoch weder als Serien- noch als Wunschausstattung verfügbar.
Die starre Hinterachse wird an Längslenkern, einem Panhardstab und den Stoßdämpfern geführt und mit Schraubenfedern gefedert. Die Stoßdämpfer sind anders als üblich an zwei Punkten mit dem Achsrohr verbunden, um die Bremsreaktionskräfte aufzunehmen und die Achse am Verdrehen zu hindern. Anders als Dämpferbeine sind sie in seitlicher Richtung schwenkbar, um wechselseitiges Einfedern zu ermöglichen.
Der XR2 ist tiefergelegt und mit einem speziell abgestimmten Fahrwerk sowie einem Stabilisator an der Hinterachse ausgestattet. Beim XR2 besteht der Panhardstab aus vollem Rundmaterial statt aus einem Stahlblechprofil.

### Bremssystem
Alle Fiesta ’76 sind mit einem diagonal geteiltem Zweikreis-Bremssystem sowie ausstattungsabhängig mit einem pneumatischen Bremskraftverstärker ausgerüstet. An der Vorderachse gibt es Scheibenbremsen mit schwimmend gelagerten Bremssätteln, beim XR2 sind die Scheiben innenbelüftet. An der Hinterachse sind Trommelbremsen eingebaut, auf die auch die Feststellbremse wirkt.

### Antrieb
Alle Motoren und Getriebe des Fiesta sind quer eingebaut und treiben die Vorderräder über Gleichlaufkugelgelenkwellen an. Bei den Motoren handelte es sich um keine gänzlichen Neuentwicklungen. Sie basierten auf den bekannten Valencia- und Kentmotoren mit OHV-Ventilsteuerung und Grausguss-Zylinderkopf mit Querstromspülung. Allerdings wurde am 1100er Motor die Bohrung verringert und der Hub verlängert, um eine kürzere Einbaulänge des nun quer montierten Motors zu erreichen. Außerdem war die Kurbelwelle nur dreifach gelagert. Um später dann auch die größeren 1,3- und 1,6-l-Motoren quer einbauen zu können, wurde die Kurbelwelle gekürzt und ein anderer Stirndeckel verwendet. Die Vierganggetriebe vom Typ BC sind mechanisch betätigte Schaltgetriebe mit einer ebenfalls mechanisch betätigten Kupplung.

### Gemischaufbereitung und Zündung
Den Ford Fiesta ’76 gibt es ausschließlich mit Vergasermotoren. Bei den 1,0- und 1,1-Liter-Motoren sind es Einfachvergaser von Ford, der 1,3 und XR2 haben Registervergaser von Weber.
Alle Ottomotoren sind mit einem herkömmlichen Zündverteiler von Bosch oder Lucas ausgerüstet, die bei den 1,0; 1,1- und 1,3-Liter-Motoren noch mit einem Unterbrecherkontakt arbeiten. Der XR2 sowie die 1,3-Liter-Motoren ab August 1981 sind mit kontaktlosen Zündanlagen mit externem Zündsteuergerät ausgestattet.

### Elektrische Anlage und Beleuchtung
Die elektrische Anlage des Fiesta arbeitet mit 12-Volt, je nach Motorisierung sind Drehstromlichtmaschinen mit 28, 35, 45 oder 55 Ampere eingebaut. Die Hauptscheinwerfer waren anfangs mit Bilux-Leuchtmitteln ausgerüstet, April 1977 stellte Ford schrittweise auf Typ H4-Halogenlampen um, ab Mai 1981 wurden alle Fiesta mit Leuchtmitteln dieses Typs ausgerüstet, die optionalen runden Zusatzscheinwerfer immer mit Typ H1.

### Technische Daten
|                                   | 1.0 (LC) | 1.0 (HC) | 1.1 | 1.3 | XR2 (ab 1981) |
| --------------------------------- | --- | --- | --- | --- | --- |
| Motor:                            | 4-Zylinder-Reihenmotor (Viertakt)                                                                                | 4-Zylinder-Reihenmotor (Viertakt)                                                                                | 4-Zylinder-Reihenmotor (Viertakt)                                                                                | 4-Zylinder-Reihenmotor (Viertakt)                                                                                | 4-Zylinder-Reihenmotor (Viertakt)                                                                                |
| Motortyp:                         | Valencia | Valencia | Valencia | Kent | Kent |
| Motorkennbuchstabe:               | TKA, TKW | TLA | GLA, GLW | J3E | L3E |
| Hubraum:                          | 957 cm³ | 957 cm³ | 1117 cm³ | 1297 cm³ | 1596 cm³ |
| Bohrung × Hub:                    | 74 × 55,7 mm | 74 × 55,7 mm | 74 × 65 mm | 81 × 63 mm | 81 × 77,6 mm |
| Leistung bei 1/min:               | 29–33 kW (40–45 PS) 5500                                                                                         | 33 kW (45 PS) 6000                                                                                               | 37–39 kW (50–53 PS) 5700                                                                                         | 49 kW (66 PS) 5600                                                                                               | 62 kW (84 PS) 5500                                                                                               |
| Max. Drehmoment bei 1/min:        | 64 Nm 2700 | 65 Nm 3300 | 80 Nm 3000 | 94 Nm 3250 | 124 Nm 2800 |
| Verdichtung:                      | 8,3 : 1 | 9,0 : 1 | 9,0 : 1 | 9,2 : 1 | 9,0 : 1 |
| Gemischaufbereitung:              | 1 Ford VV-Fallstromvergaser                                                                                      | 1 Ford VV-Fallstromvergaser                                                                                      | 1 Ford VV-Fallstromvergaser                                                                                      | 1 Weber Register-Fallstromvergaser                                                                               | 1 Weber Register-Fallstromvergaser                                                                               |
| Ventilsteuerung:                  | OHV (Steuerkette, Nockenwelle im Motorblock, mechanische Ventilstößel, Stoßstangen, Kipphebel, hängende Ventile) | OHV (Steuerkette, Nockenwelle im Motorblock, mechanische Ventilstößel, Stoßstangen, Kipphebel, hängende Ventile) | OHV (Steuerkette, Nockenwelle im Motorblock, mechanische Ventilstößel, Stoßstangen, Kipphebel, hängende Ventile) | OHV (Steuerkette, Nockenwelle im Motorblock, mechanische Ventilstößel, Stoßstangen, Kipphebel, hängende Ventile) | OHV (Steuerkette, Nockenwelle im Motorblock, mechanische Ventilstößel, Stoßstangen, Kipphebel, hängende Ventile) |
| Kühlung:                          | Wasserkühlung | Wasserkühlung | Wasserkühlung | Wasserkühlung | Wasserkühlung |
| Getriebe:                         | 4-Gang-Getriebe                                                                                                  | 4-Gang-Getriebe                                                                                                  | 4-Gang-Getriebe                                                                                                  | 4-Gang-Getriebe                                                                                                  | 4-Gang-Getriebe                                                                                                  |
| Radaufhängung vorn:               | MacPherson-Federbeine, Zugstreben, Schraubenfedern                                                               | MacPherson-Federbeine, Zugstreben, Schraubenfedern                                                               | MacPherson-Federbeine, Zugstreben, Schraubenfedern                                                               | MacPherson-Federbeine, Zugstreben, Schraubenfedern                                                               | MacPherson-Federbeine, Zugstreben, Schraubenfedern                                                               |
| Radaufhängung hinten:             | Starrachse, Längslenker, in eine Richtung radführende Dämpfer, Panhardstab, Schraubenfedern                      | Starrachse, Längslenker, in eine Richtung radführende Dämpfer, Panhardstab, Schraubenfedern                      | Starrachse, Längslenker, in eine Richtung radführende Dämpfer, Panhardstab, Schraubenfedern                      | Starrachse, Längslenker, in eine Richtung radführende Dämpfer, Panhardstab, Schraubenfedern                      | Starrachse, Längslenker, in eine Richtung radführende Dämpfer, Panhardstab, Schraubenfedern                      |
| Karosserie:                       | Stahlblech, selbsttragend                                                                                        | Stahlblech, selbsttragend                                                                                        | Stahlblech, selbsttragend                                                                                        | Stahlblech, selbsttragend                                                                                        | Stahlblech, selbsttragend                                                                                        |
| Spurweite vorn/hinten:            | 1334/1320 mm XR2: 1350/1337 mm                                                                                   | 1334/1320 mm XR2: 1350/1337 mm                                                                                   | 1334/1320 mm XR2: 1350/1337 mm                                                                                   | 1334/1320 mm XR2: 1350/1337 mm                                                                                   | 1334/1320 mm XR2: 1350/1337 mm                                                                                   |
| Radstand:;                        | 2288 mm | 2288 mm | 2288 mm | 2288 mm | 2288 mm |
| Länge:                            | 3565–3718 mm | 3565–3718 mm | 3565–3718 mm | 3565–3718 mm | 3565–3718 mm |
| Leergewicht:                      | 730–865 kg | 730–865 kg | 730–865 kg | 730–865 kg | 730–865 kg |
| Höchstgeschwindigkeit:            | 132 km/h | 139 km/h | 147 km/h | 158 km/h | 170 km/h |
| Beschleunigung 0–100 km/h:        | 21,5 s | 19 s | 17 s | 13,5 s | 10,1 s |
| Verbrauch in Liter/100 Kilometer: | 5,2–7,1 N | 5,2–7,1 S | 4,8–6,8 S | 5,8–8,5 S | 6,5–10,0 S |

## Motorsport

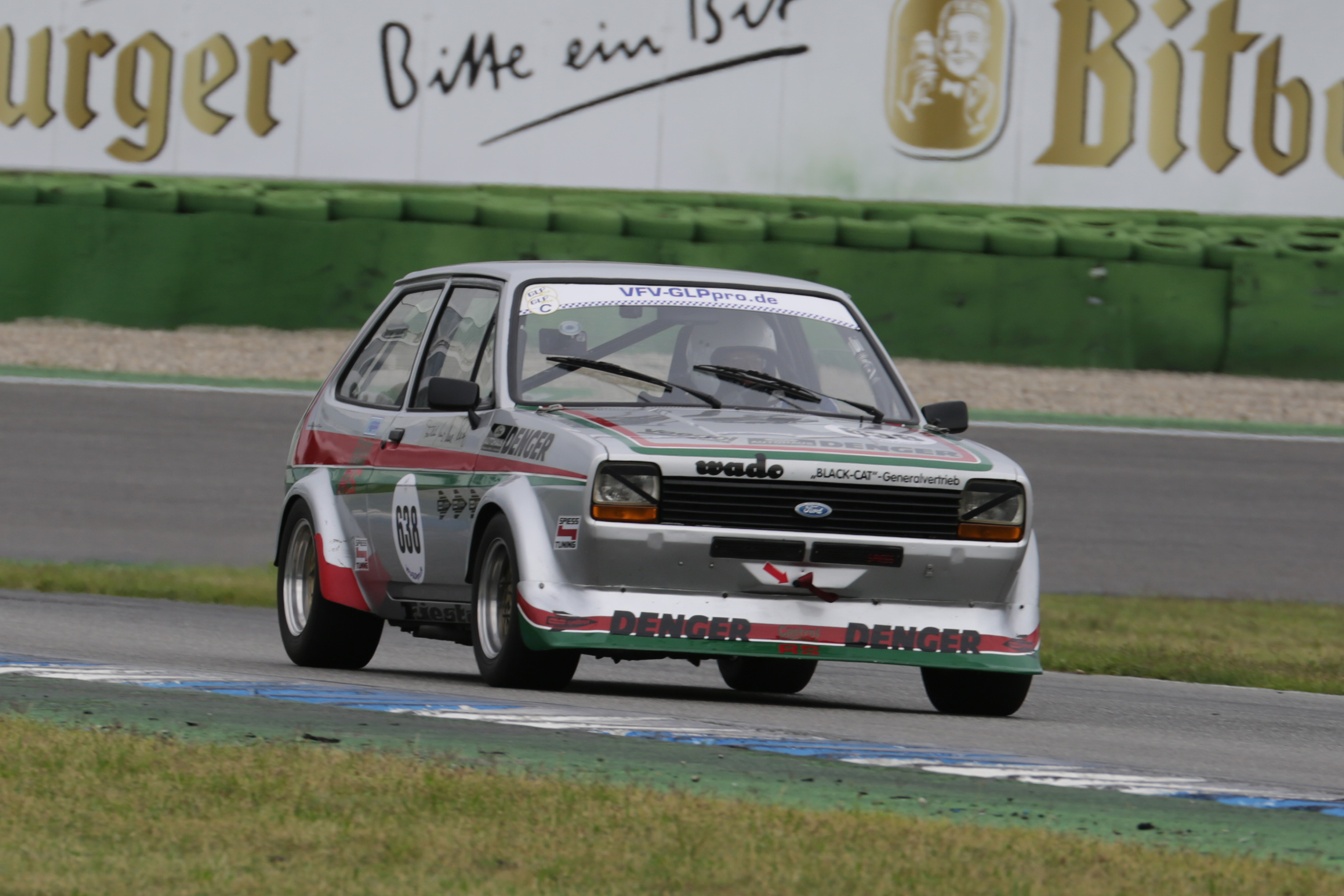
Ford Fiesta „Spiess“, Bj. 1978, 1297 cm im historischen Rennsport (2021)

Ab 1982 wurde der Ford Fiesta Ladies-Cup auf baugleichen und nahezu serienmäßigen Fiesta XR2 ausgetragen. Der Markenpokal war die erste Rennserie nur für Frauen.
Ford rüstete eine Reihe von Fiestas für den Rallyesport aus. Die Leistung des 1,6-Liter-Kentmotors wurde dazu auf 160 PS erhöht. Michael Werner trat – meist mit Beifahrer Egon Meurer – im Fiesta 1.6 bei der Deutschen Rallye-Meisterschaft 1980 an. Bei der Rallye Köln-Ahrweiler holte er auf dem dritten Gesamtrang den Klassensieg, er erreichte außerdem zwei zweite Plätze in seiner Klasse bei der Metz-Rallye Stein und der Rallye Vorderpfalz sowie zwei dritte Plätze in seiner Klasse bei der Saarland-Rallye und der Hunsrück-Rallye. Bei der Rallye Monte Carlo 1979 wurde Ari Vatanen Zweiter in seiner Klasse und erreichte das Ziel auf dem zehnten Gesamtrang. Der Spanier Salvador Servià bestritt zwischen 1979 und 1982 mit einer Ausnahme alle seine Rennen im Fiesta. Neben Läufen zur spanischen Rallyemeisterschaft nahm er von 1980 bis 1982 zusätzlich an der Rallye Monte Carlo teil. 1980 platzierte er sich als Dritter seiner Klasse auf dem neunten Gesamtrang, 1981 wurde er erneut Dritter seiner Klasse, die er 1982 sogar gewinnen konnte. In der spanischen Meisterschaft erreichte er einen Gesamtsieg, mehrere Podiumsplatzierungen und sieben Klassensiege.

## Umbauten

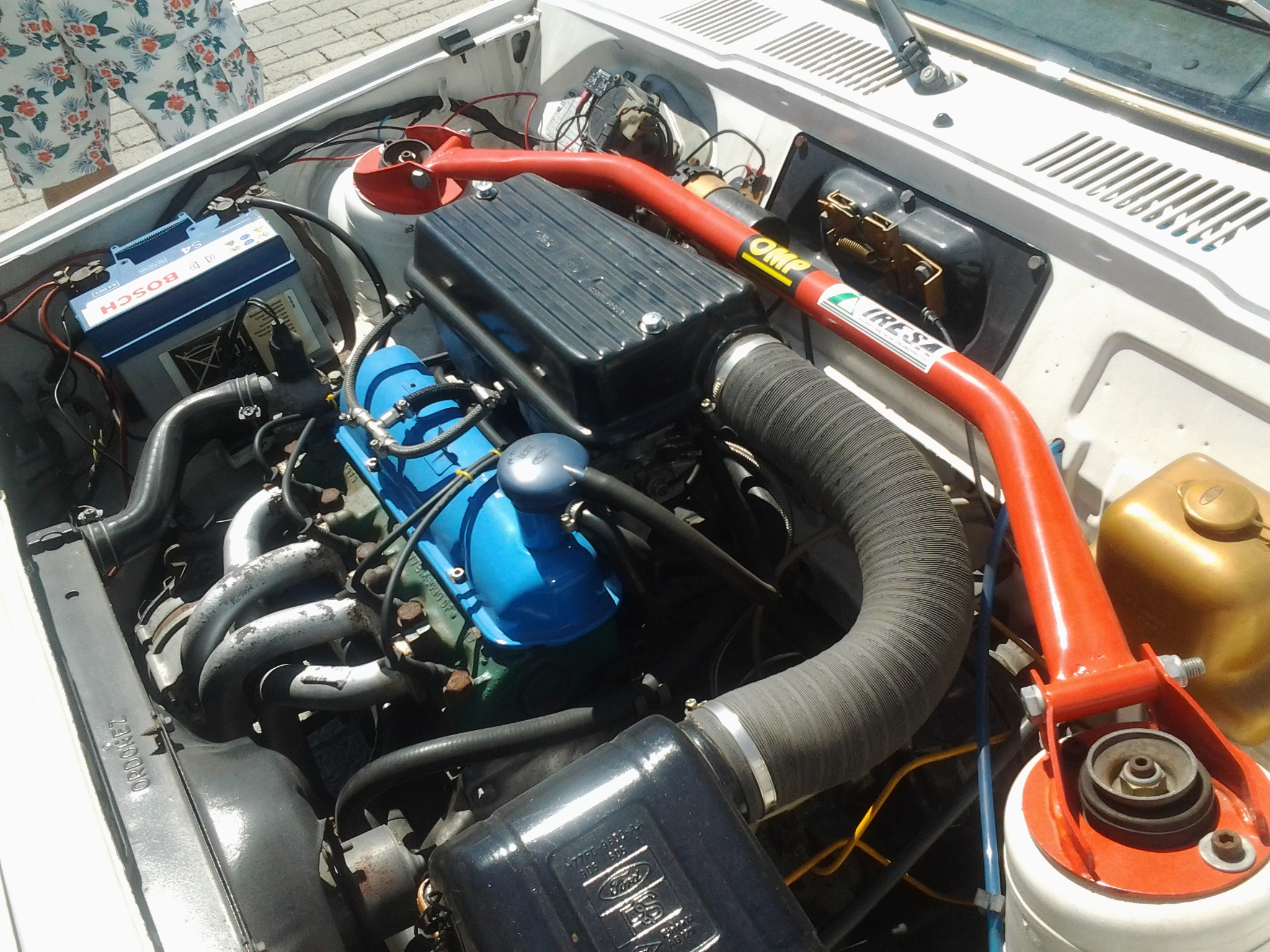
Motorraum eines Ford Fiesta 1100X

Ford bot selbst über das hauseigene RS-Teileprogramm (Rallyesport) sowohl für den öffentlichen Straßenverkehr als auch für den Motorsport umfangreiches Zubehör an. Beim Fiesta der ersten Baureihe waren dies u. a. Leichtmetallräder, Stoßdämpfer, Fahrwerkssätze, Änderungen an Bremsen und dem Antrieb, sowie unterschiedlichste Motortuningstufen, die unter anderem auch eine Doppelvergaseranlage enthielten. Sportgetriebe gehörten ebenso zum Angebot wie Kotflügelverbreiterungen, Spoiler, Sport- und Schalensitze. Abgerundet wurde das Angebot durch ausschließlich für den Motorsport entwickelte Teile wie Unterfahrschutz und Überrollbügel. Der Fiesta 1100X konnte von den Kunden zwar direkt ab Werk bestellt werden, jedoch waren die vom Grundmodell abweichenden Teile einzeln erhältlich. Damit konnten die Kunden ihre Fahrzeuge in Eigenleistung umrüsten bzw. diese Umbauten durch eine Werkstatt durchführen lassen.
Auch andere Anbieter nahmen sich des Fiestas an, das Angebot an Rädern, Fahrwerksteilen, Motortuning und optischem Tuning war groß. Selbst Turboumbauten wurden für den Fiesta angeboten.
Ford Berkenkamp aus Worms bot noch vor der Markteinführung des Fiesta XR2 ein eigenes, Fiesta RS 1600 (auch Fiesta RS 1,6) genanntes Modell an. Der 1,6-Liter-Kent-Motorblock, der später die Basis für den Fiesta XR2 war, wurde mit dem Zylinderkopf des Fiesta 1300S versehen und leistete mit dessen Serienvergaser und einer Verdichtung von 9,8 : 1 64 kW (87 PS) bei 5800 min−1. Mit einem anderen Vergaser und einer geänderten Ansaugbrücke leistete der Motor sogar 69 kW (94 PS) bei 6000 min−1. Der Wagen beschleunigte in 9,5 Sekunden von null auf 100 km/h, die Höchstgeschwindigkeit lag bei 183 km/h. Der Motorumbausatz kostete für den Fiesta 1300S damals 3.600 DM (ca. 1.850 EUR). Für andere Fahrzeugmodelle lagen die Kosten etwas höher, da auch Änderungen am Fahrwerk durchgeführt werden mussten. Vorgestellt wurde der RS 1600 von Berkenkamp mit Ford-RS-Aluminiumrädern in der Größe 6x13, Sportsitzen von ASS, Heckscheibenwischer, Halogen-H4-Hauptscheinwerfer und Front- und Heckspoiler aus dem Ford-RS-Zubehörprogramm. Berkenkamp bot das Komplettfahrzeug für 21.900 DM an (ca. 11.200 EUR). Eine günstigere Variante auf Basis des Fiesta 1300S mit dem großen Motorumbausatz und einigen Kleinteilen kostete 17.900 DM (ca. 9.150 EUR).

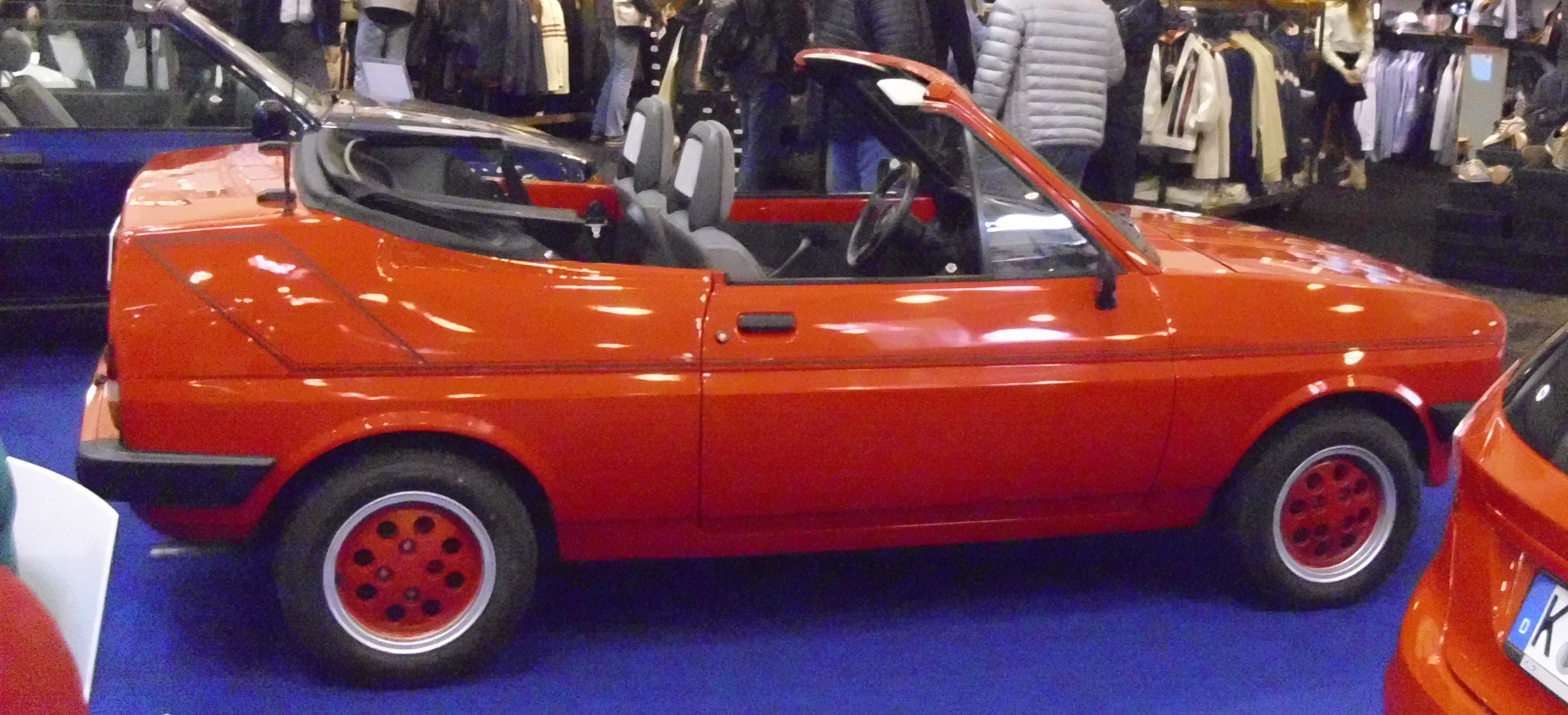
Ford Fiesta (1982) als Cabrio-Umbau von Bieber

Einige Firmen boten Cabrioletumbauten für den Fiesta an, am weitesten verbreitet waren die von der Firma Bieber modifizierten Fahrzeuge.

## Studien
Auf dem Genfer Auto-Salon 1979 stellte Ford die von der Carrozzeria Ghia und der Stylingabteilung in Dearborn gemeinsam entwickelte Studie Ford Fiesta Tuareg vor. Der Tuareg war die Studie eines SUV auf Basis des Fiesta mit 1,1-Liter-Motor. Er war ausgestattet mit den großen, grobstolligen Terra-Reifen der Marke Goodyear in der Dimension 26x12.00-12 auf 7 Zoll breiten Stahlfelgen. Zusätzlich wurden ein Rammbügel, ein fest installierter Dachträger mit Zusatzscheinwerfern und weit ausladende Kotflügelverbreiterungen eingebaut. Das Steilheck dieses Fahrzeugs erinnerte an die Form des VW Polo der zweiten Baureihe, hatte aber eine waagerecht geteilte Heckklappe. Das Aussehen des in Beige mit sogenannten „Rallye-Streifen“ lackierten Tuareg war angelehnt an Fahrzeuge der Rallye Paris-Dakar. Über den Verbleib gibt es keine Informationen, der japanische Spielwarenhersteller Imai Kagaku Co., Ltd. bot Ende der 1970er Jahre einen Plastikmodellbausatz des Fahrzeugs in der Reihe Imai Super Car Peanut Series an.
1982 folgte die Designstudie Shuttler von Ghia. Dieses Fahrzeug ist ein zweitüriges Coupé, bei dem die Plattform des Fiesta mit dem 1,3-Liter-Motor als Grundlage diente. Die Karosserie und der Innenraum erinnerten kaum noch an den Fiesta.
Der Fiesta Fantasy wurde von der Designabteilung von Ford in Detroit entworfen. Das Grundmodell dieser Studie war ein Pick-up mit offener Ladefläche. Das Fahrzeug konnte relativ einfach in einen 2+2-Sitzer mit Stoffverdeck oder Hardtop oder in einen Sportwagen mit zwei Sitzen und auswechselbarem GFK-Dach umgebaut werden.
Keines der Fahrzeuge ging in Serie.

## Sonstiges
Die britische Firma Quantum Sports Cars produzierte das Modell MK1 Coupé, für das die Technik, die Bodengruppe und die Innenausstattung des Fiestas nahezu unverändert übernommen wurde. Die Karosserie jedoch wurde in einer sehr abgerundeten Form komplett neu gestaltet und bestand größtenteils aus glasfaserverstärktem Kunststoff. Von diesem Fahrzeug wurden 17 Stück gebaut. Ab 1991 wurde eine überarbeitete Version auf Basis der zweiten Baureihe des Fiestas angeboten.